# Liste der FFH-Gebiete im Landkreis Ebersberg
Die Liste der FFH-Gebiete im Landkreis Ebersberg zeigt die FFH-Gebiete (Fauna-Flora-Habitat-Gebiete) des oberbayerischen Landkreises Ebersberg in Bayern. Teilweise überschneiden sie sich mit bestehenden Natur-, Landschaftsschutz- und EU-Vogelschutzgebieten.
Im Landkreis befinden sich vier und zum Teil mit anderen Landkreisen überlappende FFH-Gebiete.
| Attel                                                     |  | 7938-371 WDPA: 555522075 | Landkreis Ebersberg, Landkreis Rosenheim                    |                   | ⊙ | 294,07   |  |
| Ebersberger und Großhaager Forst                          |  | 7837-371 WDPA: 555522044 | Landkreis Ebersberg, Landkreis Mühldorf am Inn              | Ebersberger Forst | ⊙ | 3.840,44 |  |
| Kastensee mit angrenzenden Kesselmooren                   |  | 8036-301 WDPA: 555522104 | Landkreis Ebersberg                                         |                   | ⊙ | 28,00    |  |
| Kupferbachtal, Glonnquellen und Gutterstätter Streuwiesen |  | 8037-371 WDPA: 555522105 | Landkreis Ebersberg, Landkreis München, Landkreis Rosenheim |                   | ⊙ | 105,74   |  |
| Legende für Fauna-Flora-Habitat                           |  |                          |                                                             |                   |   |          |  |